# Wolfgang Ruttenstorfer
Wolfgang Ruttenstorfer (* 15. Oktober 1950 in Wien) ist ein österreichischer Manager und früherer Politiker der SPÖ. Er war von 2002 bis 2011 Generaldirektor des österreichischen Mineralölkonzerns OMV.

## Leben
Wolfgang Ruttenstorfer studierte an der Wirtschaftsuniversität Wien und begann 1976 für die OMV zu arbeiten. Er ist verheiratet und hat drei Kinder.

## Berufliche Tätigkeit
OMV Konzern 1976 bis 1996
Wolfgang Ruttenstorfer trat 1976 in die OMV ein. Im Jahr 1985 bekam er die Verantwortung der Planung und Kontrolle der Strategie der OMV übertragen und 1990 kam er an die Spitze des Geschäftsbereichs Mineralölproduktevertrieb. 1992 folgte er Viktor Klima als Vorstandsdirektor nach. Er übernahm die Verantwortung für Finanzen, Controlling und Chemie. Ab 1996 war er für Chemie, die Exploration und Produktion und das Erdgasgeschäft zuständig.
Staatssekretär im Bundesministerium für Finanzen 1997 bis 1999
Von 1997 bis 2000 war Ruttenstorfer Staatssekretär der SPÖ im Bundesministerium für Finanzen. In seiner Funktion als Staatssekretär war Ruttenstorfer maßgeblich für die Euroumstellung, öffentliche Verwaltung und Kapitalmarktreform verantwortlich. In dieser Zeit wurde die doppelte Preisauszeichnung per Gesetz beschlossen. An der Wiener Börse wurde die Börsenumsatz-Steuer per Gesetz abgeschafft und die Eigentümerstruktur der Wiener Börse durch die Hereinnahme von Emittenten als Eigentümer reformiert. Im Öffentlichen Dienst wurden per Gesetz erstmals Globalbudgets eingeführt und mit dem Verwaltungs-Innovations-Programm neue Reformideen lanciert.
OMV Konzern  2000 bis 2011
Im Anschluss war Ruttenstorfer in der OMV stellvertretender Vorsitzender des Vorstandes und hatte die Verantwortung für Finanzen und Erdgas. Am 1. Jänner 2002 wurde er als Nachfolger von Richard Schenz zum Generaldirektor und Vorstandsvorsitzenden berufen. Er war etwa 10 Jahre maßgeblich für die Neuausrichtung und internationale Positionierung des Konzerns verantwortlich. Zum größten Erfolg erklärte der ehemalige OMV-Boss: „2001 war die OMV ein österreichisches Unternehmen mit internationalen Aktivitäten, heute ist es ein internationaler Konzern mit Sitz in Wien. 80 Prozent der Geschäfte finden mittlerweile im Ausland statt.“ 2011 folgte ihm Gerhard Roiss als Vorstandsvorsitzender der OMV nach.
Wichtigste Maßnahmen & Entwicklungsschritte
Im Jahr 2002 wurde vom Aufsichtsrat auf Vorschlag des Vorstandes eine neue Strategie abgesegnet. Das Ziel der Strategie sah vor, bis 2008 die OMV-Marktposition in Exploration und Produktion, Raffinerien und Marketing sowie Erdgas und Chemie zu verdoppeln. Im Donauraum sollte der Marktanteil des Geschäftsbereiches Marketing auf 20 % erhöht werden. Die Ziele wurden 2005, drei Jahre früher als geplant, erreicht.
Unter dem Vorstandsvorsitzenden Ruttenstorfer tätigte die OMV im Zuge der Wachstumsstrategie einige Großakquisitionen. So wurde 2004 die Petrom (Rumänien) mehrheitlich übernommen. Die Öl- und Gasreserven der OMV verdreifachten sich durch die Akquisition.
2006 erwarb die OMV 34 % an der Petrol Ofisi (Türkei). Die OMV stockte 2008 ihren Anteil auf 39,8 % auf. Seit Oktober 2010 hält die OMV 95,75 % an PO, die restlichen 4,25 % befinden sich in Streubesitz.
In der Ära Ruttenstorfer wurde die Ölproduktion verdreifacht, die Gasproduktion versechsfacht und der Cash-Flow vervierfacht. Die Marktkapitalisierung der OMV hat sich in dem Zeitraum fast versechsfacht und das jährliche Betriebsergebnis ist um das Vierfache gestiegen.
Freispruch bei Insidervorwurf
Im November 2010 nahm die Staatsanwaltschaft Ermittlungen wegen Insiderhandels gegen ihn auf. Er hatte kurz vor dem Verkauf von OMV-Anteilen an der ungarischen MOL Aktien im Wert von über 600.000 Euro gekauft. Die Aktien wurden im Zuge eines langfristigen Incentive-Programms gekauft und ordnungsgemäß der Finanzmarktaufsicht (FMA) gemeldet. Nach dem Verkauf stieg der Wert seines Aktienpakets um 3 %. In der Öffentlichkeit beteuerte er allerdings, dass kein Verkauf geplant wäre. Auch der Aufsichtsrat sah keine strafbaren Handlungen und hielt trotz der Untersuchungen durch den Staatsanwalt an Ruttenstorfer fest. Am 27. Jänner 2011 wurde Ruttenstorfer vom Vorwurf des Insiderhandels freigesprochen. Im Jänner 2012 wurde er auch in zweiter Instanz am Oberlandesgericht (OLG) Wien freigesprochen.
Auch der Unabhängige Verwaltungssenat (UVS) Wien kam im März 2012 zu dem Schluss, dass die OMV-Vorstände 2009 beim Verkauf der MOL-Anteile nicht gegen die Ad-hoc-Pflicht verstoßen haben und hob die Strafbescheide der Finanzmarktaufsicht gegen die damaligen OMV-Vorstände auf.

## Aktuelle Funktionen
Ruttenstorfer ist Aufsichtsratschef bei der Erne Group GmbH (Schlins, Vorarlberg), stellvertretender Aufsichtsratsvorsitzender beim Flughafen Wien und Aufsichtsratsvorsitzender bei der neovoltaic AG. Er war Mitglied des Verwaltungsrates von Roche von 2007–2011. AMIC Energy Management GmbH, AMIC Energy Holding GmbH (2013 - )

## Publikationen
Martin Graf, Patrick Horvath, Wolfgang Ruttenstorfer (Hg.), Powerlines. Energiepolitische Entwicklungslinien Europas. New Academic Press, Wien 2013.

## Auszeichnungen (Auszug)
- Großes Silbernes Ehrenzeichen am Bande für Verdienste um die Republik Österreich[15] (2000)
- Offizier des Sterns von Rumänien (2013)